# Nosy Mangabe
Nosy Mangabe (in lingua malgascia: talora Nosy Marosy; in lingua francese: île Marosy, île Marotte o île Marose, anticamente Aiguillon) è una piccola isola continentale situata nella baia d'Antongil, circa 5 km al largo della città di Maroantsetra, nella parte nord-orientale del Madagascar. Nosy Mangabe significa Grande Isola Verde.

## Generalità
L'isola è sede della riserva speciale di Nosy Mangabe, parte del più vasto Parco nazionale di Masoala, molto importante per la presenza di specie peculiari della foresta pluviale tropicale. Non vi sono abitanti permanenti né strutture abitative permanenti, ma solo un'area attrezzata a campeggio dotata di servizi igienici e di cucina utilizzati da studiosi (biologi, ricercatori) e turisti. Lo scrittore di fantascienza Douglas Adams e lo zoologo Mark Carwardine hanno descritto l'isola in un documentario della BBC, trasformato successivamente in un saggio a stampa, nel quale si difendeva la salvezza dell'aye-aye (Daubentonia madagascariensis) in pericolo di estinzione. L'isola è stata utilizzata in passato come base per il commercio degli schiavi. Sul lato occidentale dell'isola sono presenti incisioni rupestri scolpite nel XVI secolo da marinai di lingua olandese.